# Хальтипан-де-Морелос
Хальтипан-де-Морелос (исп. Jáltipan de Morelos; от аст. Xalli-Pan, дословно — «Место на песке») — город и административный центр муниципалитета Хальтипан в мексиканском штате Веракрус. Численность населения, по данным переписи 2010 года, составила 32 778 человек.

## История
В XVI веке входил в состав провинции Коацакоалькос , указом от 21 мая 1881 года город был возведен в категорию «вилла» с именем Хальтипан-де-Морелос. 27 ноября 1953 года город стал получает политическую категорию «город» (исп. ciudad), приобретая статус муниципального центра (исп. cabecera municipal).

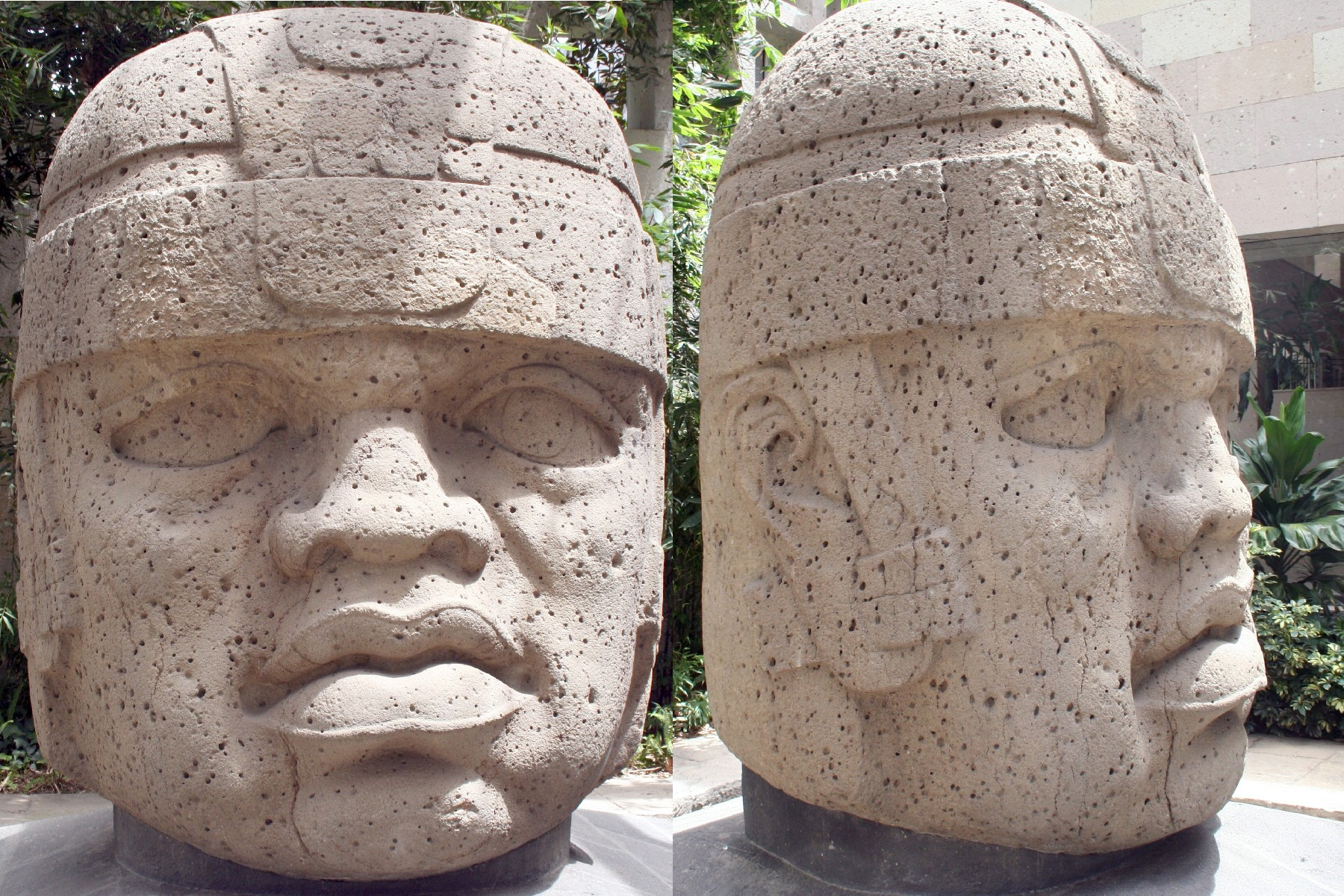
Голова ольмеков №1 в Антропологический музей Халапы